# Chromaspirina cobbi
Chromaspirina cobbi is een rondwormensoort uit de familie van de Desmodoridae. De wetenschappelijke naam van de soort is voor het eerst geldig gepubliceerd in 1938 door Chitwood.